# Talitha Kumi

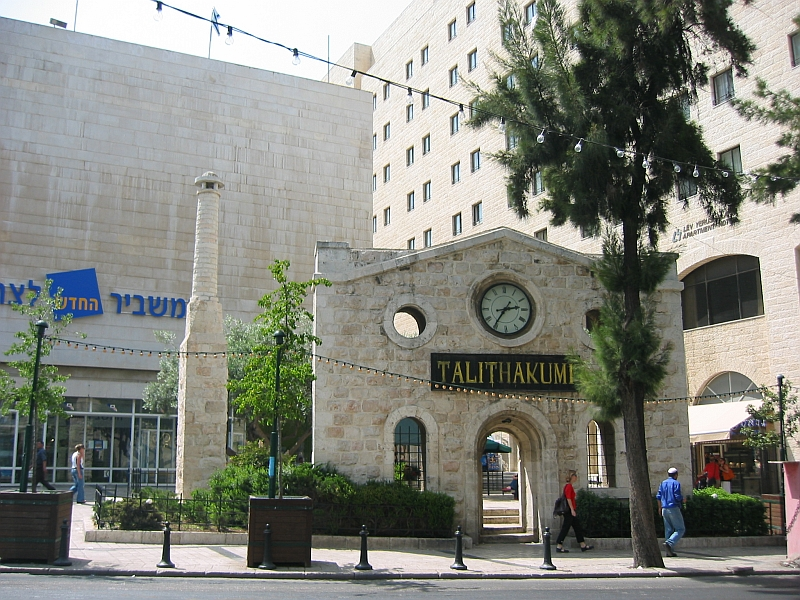
Jeruzalem, King George Street

Talitha Kumi (Arabisch طاليتا قومي, Talita Qumi) in Beit Jala, bij Bethlehem op de Westelijke Jordaanoever, is een internationaal bekend protestants-christelijk onderwijscentrum voor de Palestijnse Gebieden en voor Bethlehem in het bijzonder. Talitha Kumi telde eind 2011 ongeveer 900 leerlingen, waarvan 60 procent christelijk en 40 procent moslim is.

## Geschiedenis en achtergrond
In de 19e eeuw komt in Palestina de zending door Duitse lutheranen tot ontwikkeling, verbonden met een groeiende algemene Duitse interesse voor het Midden-Oosten. De zending beoogde de oprichting van evangelische scholen en kerken in het Heilige Land. De school werd in 1851 met steun van Duitse Lutheranen dus in de tijd van het Ottomaanse Rijk in Jerusalem gesticht door Theodor Fliedner, als een weeshuis onder leiding van diaconessen voor christelijke, joodse en islamitische meisjes. Het vormde het begin van het educatieve werk onder de vrouwelijke jeugd in Palestina.
De naam van de school komt uit het Marcus 5:41, waar Jezus een overleden kind tot leven brengt met de Aramese woorden “Talitha Kumi!” dat is “Meisje, sta op!” Onder dezelfde naam bestonden al eerder in Duitsland tal van andere diaconale instellingen.
Ook in Nederland komt men midden negentiende eeuw de naam Talitha Kumi tegen in het kader van de zorg voor kwetsbare meisjes en vrouwen. Zo richtte dominee Ottho Gerhard Heldring in 1858 naast de Heldringstichting in Zetten (Gelderland) het opvoedingsgesticht Talitha Kumi op "voor meisjes van wie de opvoeding was verwaarloosd".
In 1914 moest door het uitbreken van de Eerste Wereldoorlog de school worden gesloten. In 1925 wordt Talitha Kumi heropend, maar door het uitbreken van de Tweede Wereldoorlog in 1939 werd de school opnieuw gedurende een aantal jaren gesloten. In 1961 wordt de Evangelisch-Lutherse Kerk in Jeruzalem verzelfstandigd en sindsdien is de bisschop een Palestijn. De Palestijnse lutheranen ontvangen echter nog steeds aanzienlijke steun van de Duitse Evangelisch-Lutherse Kerk. De kerk kent in de door Israël bezette Palestijnse gebieden vijf gemeenten, vier scholen en een internaat voor jongeren.
Begin jaren ‘60 verhuisde de school van Jeruzalem naar Beit Jala. De school is sindsdien een belangrijke opstap geworden voor Palestijnse studenten om in Duitsland hun universitaire studies te kunnen doen. Een van de internationaal bekende Palestijnse lutherse theologen die in Duitsland doctoreerde, is Mitri Raheb.
In 1997 werd Talitha Kumi lid van de UNESCO association of schools.

## Actuele Palestijnse context
De school wil Palestijnse meisjes en jongens een veilige plek bieden om te leren. Ze bestaat uit een kleuterschool, een basisschool en vervolgonderwijs tot aan de universiteit. Het gastenverblijf van Talitha Kumi heeft ruimte voor 100 logees en geniet ook bekendheid bij Nederlandse pelgrims die het Heilige Land bezoeken. Alle faciliteiten bevinden zich op een beboste heuvel van ongeveer 10 ha groot. Het is een groene oase in het Bethlehemgebied die tegenwoordig in de nabijheid staat van de Israëlische Westoeverbarrière. In het verleden maakte de school, die gelegen is aan de grens, internationaal naam door het organiseren van gezamenlijke ontmoetings- en dialoogbijeenkomsten voor Palestijnse en Israëlische jongeren, maar dat is door de bouw van de versperring praktisch onmogelijk geworden.